# Evangelische Kirche (Elfershausen)

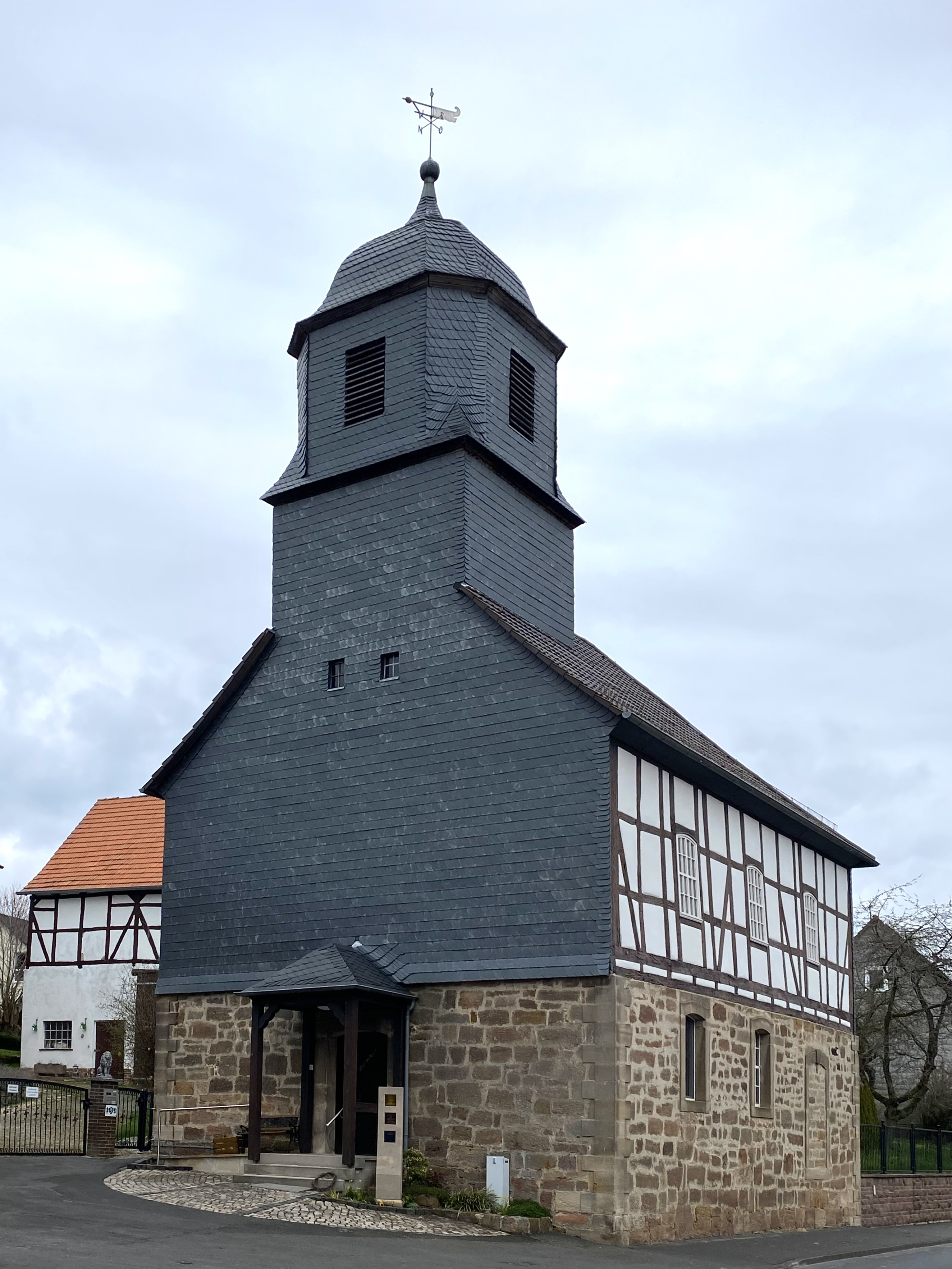
Evangelische Kirche Elfershausen

Die Evangelische Kirche Elfershausen ist ein denkmalgeschütztes Kirchengebäude, das in Elfershausen steht, einem Ortsteil der Gemeinde Malsfeld im Schwalm-Eder-Kreis (Hessen). Die Kirchengemeinde gehört zum Kirchenkreis Schwalm-Eder im Sprengel Marburg der Evangelischen Kirche von Kurhessen-Waldeck.

## Beschreibung
Die erste Kirche wurde um 1585 aus Bruchsteinen erbaut. 1773 wurde sie nach einem Entwurf von Johann Friedrich Jussow (1701–1779), dem Vater von Heinrich Christoph Jussow um ein Obergeschoss aus Holzfachwerk aufgestockt. Aus dem Satteldach des Kirchenschiffs erhebt sich im Westen ein schiefergedeckter Dachturm, in dem zwei Kirchenglocken von 1699 hängen. Sie wurden zwar im Zweiten Weltkrieg abgenommen, aber nicht eingeschmolzen und kehrten zurück. Die Orgel mit 7 Registern, einem Manual und einem Pedal wurde 1840 von Friedrich Bechstein, dem Vater von Heinrich Bechstein gebaut.